# Protoginella
Protoginella là một chi ốc biển, là động vật thân mềm chân bụng sống ở biển trong họ Marginellidae, họ ốc mép.

## Các loài
According to the Cơ sở dữ liệu sinh vật biển (WoRMS), the following species with valid names are gồm cód withtrong genus Protoginella:
- Protoginella caledonica Boyer, 2001[3]
- Protoginella geminata (Hedley, 1912)
- Protoginella laevigata (Brazier, 1877)
- Protoginella laseroni Boyer, 2001[4]
- Protoginella maestratii Boyer, 2002[5]
- Protoginella praetera Laseron, 1957
- Protoginella turbiniformis (Bavay, 1917)